# Rue Haute-Sauvenière
La rue Haute-Sauvenière est une ancienne rue de commerce de la ville de Liège (Belgique) qui relie la place Verte à la rue Saint-Hubert dans le centre historique de Liège.  

## Odonymie
La Sauvenière est un ancien bras de la Meuse qui coulait au pied de la rue avant son assèchement au début du XIXe siècle. 
Sauvenière viendrait du latin Sabulonaria qui signifie sablière, gisement de sable qui était jadis exploité dans ce quartier. 
Trois voiries de ce quartier portent ce nom : la rue Basse-Sauvenière  qui longeait la rive gauche de cet ancien bras de Meuse, la rue Haute-Sauvenière qui s'en extrait en direction de la colline de Publémont et le boulevard de la Sauvenière qui a pris la place de ce bras asséché.

## Description
Cette étroite rue pavée grimpe le versant de la Sauvenière. Elle applique un sens unique de circulation automobile de la rue Saint-Hubert vers la place Verte (en descente). Le bas de la rue a été modifié par l'entrée d'un parking et la construction d'une volée d'escaliers. Entre les numéros 17 et 21, la ruelle d'Aix, voie en cul-de-sac, se raccorde à la rue par un arvô (passage voûté).

## Patrimoine
Cette rue historique possède trois immeubles classés :
- l'hôtel Desoër de Solières situé au coin de la place Saint-Michel.
- aux nos 19 et 19A, en retrait de la rue et accessible par un portail cintré et la ruelle d'Aix, la maison de la Presse et de la Communication ainsi que le consulat d'Italie sont deux bâtiments placés en L érigés au cours du XVIIIe siècle en brique et pierre calcaire et situés autour d'une cour pavée[1].
- la collégiale Sainte-Croix dont le clocher jouxte le sommet de la rue.

D'autres immeubles sont repris à l'inventaire du patrimoine culturel immobilier de la Wallonie :
- au no 1, immeuble de coin comprenant cinq travées érigé à la fin du XVIIIe siècle[2].
- au no 3, petit immeuble de trois étages à baies jointives[3].
- au no 13, immeuble à baies jointives[4].
- au no 17, immeuble à la façade en pierre de taille du XVIIIe siècle[5].
- les nos 23 à 29.

La petite église Saint-Michel construite dès le XIe siècle et détruite vers 1825 était située sous l'hôtel Desoër de Solières.

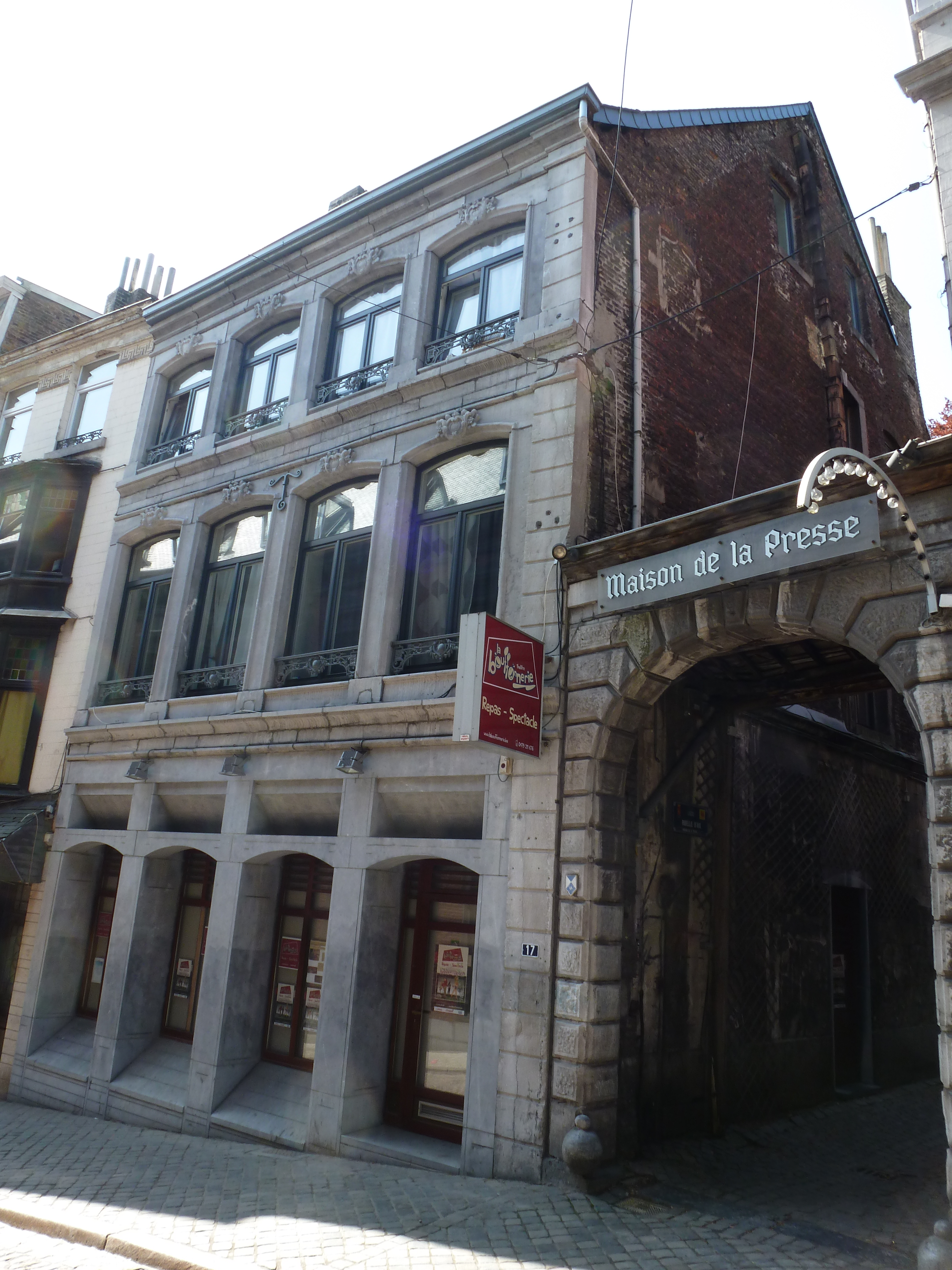
Rue Haute-Sauvenière, 17 et entrée de la ruelle d'Aix
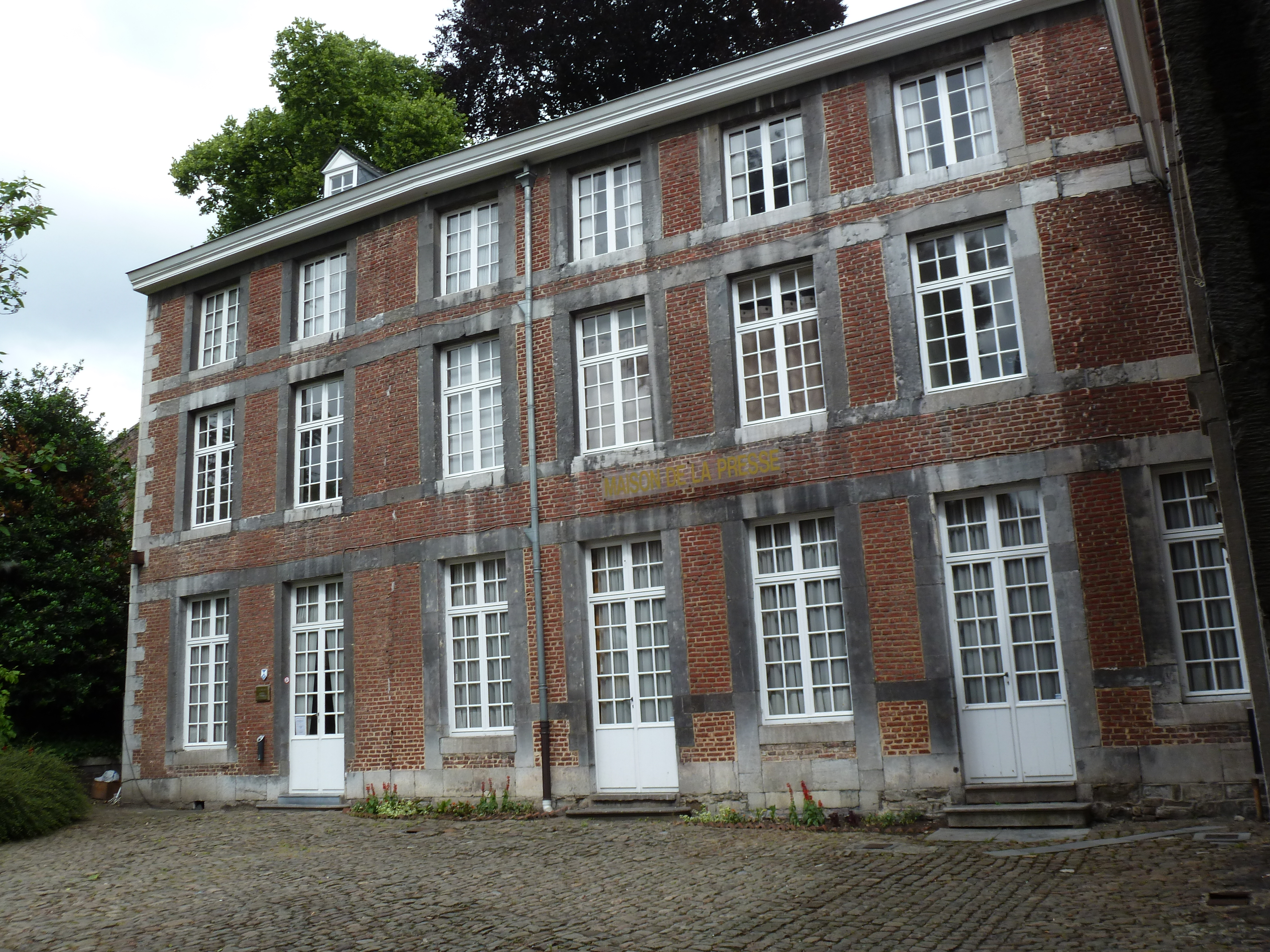
Maison de la Presse (ruelle d'Aix)
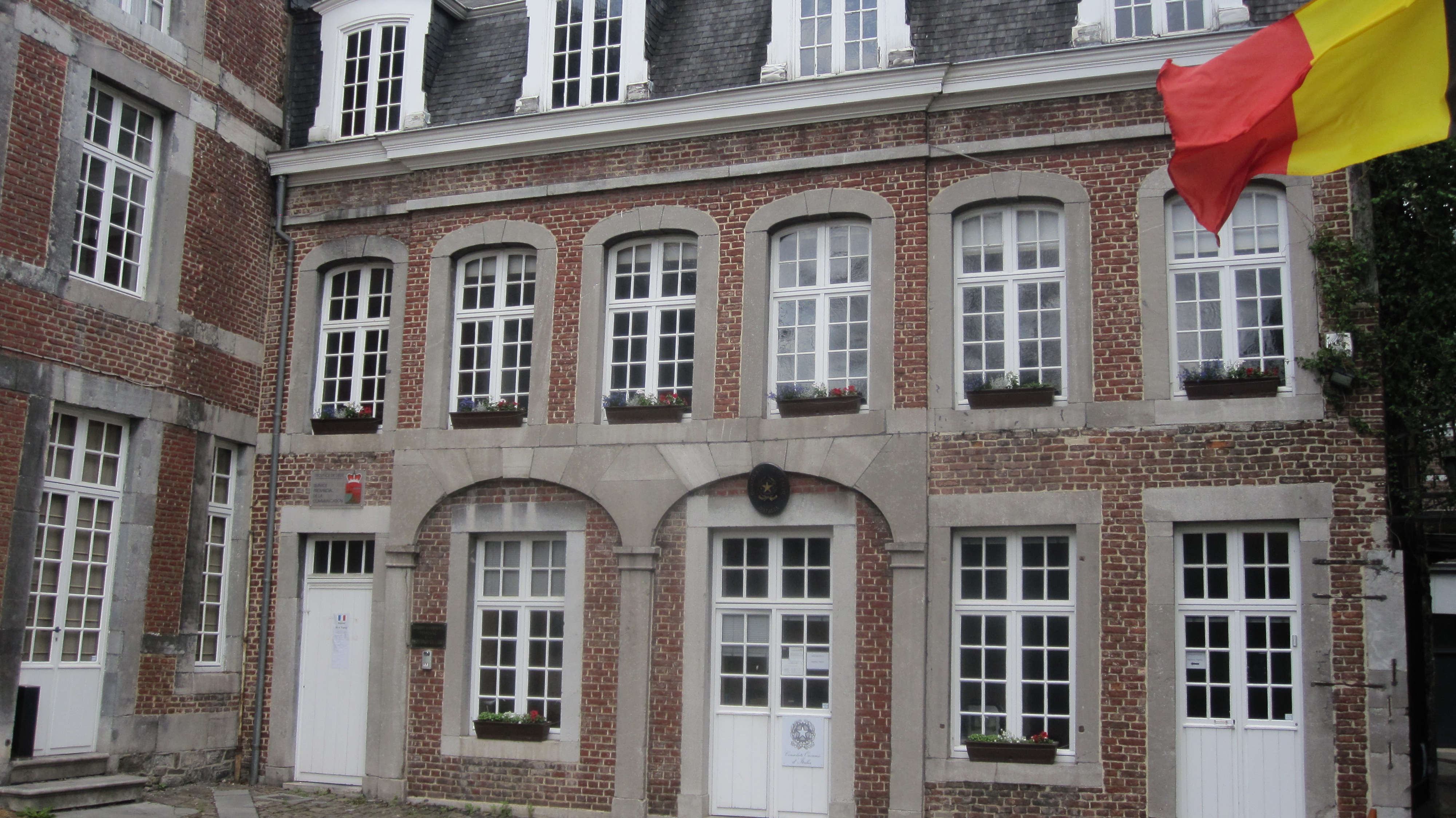
Consulat d'Italie (ruelle d'Aix)

## Voiries adjacentes
- Place Verte
- Rue Basse-Sauvenière
- Rue Saint-Michel
- Place Saint-Michel
- Rue Sainte-Croix
- Rue Saint-Hubert